# Max Wertheimer
Pour les articles homonymes, voir Wertheimer.
Max Wertheimer (15 avril 1880, Prague - 12 octobre 1943, Nouvelle-Rochelle) est un psychologue allemand, l'un des fondateurs de la psychologie de la forme avec Kurt Koffka et Wolfgang Köhler.

## Biographie
Max Wertheimer est né à Prague (à l'époque en Autriche-Hongrie), dans une famille juive germanophone. Son père est un riche homme d'affaires qui dirige une sorte d'école de commerce. Sa mère qui se passionne pour la littérature d'Europe centrale et la musique le pousse à prendre des cours de piano et de violon et joue souvent avec lui.
En 1898, Max Wertheimer s'inscrit à la faculté de droit de l'université de Prague. Il prend très vite des cours dans de nombreux autres domaines comme la physiologie, les arts ou la philosophie et choisit deux ans après de s'orienter vers cette dernière matière. Parmi ses professeurs se trouvent le philosophe Christian von Ehrenfels qui a formulé le premier l'idée de Gestalt qui aura une importance décisive sur la psychologie de la forme (en allemand Gestaltpsychologie). Les relations de Wertheimer avec von Ehrenfels se dégraderont à partir de 1907, lorsque ce dernier publiera une série d'essais favorables à l'eugénisme mais elles ne cesseront jamais complètement.
De 1902 à 1904, Wertheimer part à Berlin, où il reçoit entre autres l'enseignement de Carl Stumpf. Il approfondit ses connaissances musicales et prend part à la vie culturelle berlinoise. Il se passionne également pour la psychologie expérimentale. Malgré tout, il choisit de finir sa thèse à Wurtzbourg avec Oswald Külpe, peut-être à cause d'un différend avec Stumpf concernant les méthodes employées.
Les recherches de Max Wertheimer portent à l'époque sur la psychologie criminelle (Stumpf enseigne cette matière et Wertheimer suit également les cours de criminologie du juriste autrichien Hans Gross). Avec un camarade rencontré lors de ses études de droit à Prague il développe une technique basée sur les associations entre mots et les réactions physiologiques pour détecter les mensonges des suspects et déterminer leur implication dans un crime. Sa thèse est publiée en 1905 sous le titre Experimentelle Untersuchungen zur Tatbestandsdiagnostik. Un extrait de cette thèse, cité par Ash (1995) présente une similarité frappante avec la méthodologie de la psychologie cognitive contemporaine.
to draw conclusion about the existence and character of psychological facts from ... forms of external behavior
Ces recherches semblent cependant plus inspirées des concepts de l'associationisme qui domine la psychologie allemande de l'époque que des idées que Wertheimer développera plus tard dans la psychologie de la forme.
Wertheimer travaille encore quelques années sur ce sujet développant la notion de « complexe » et les techniques d'associations. Il entre dans une querelle d'antériorité avec Carl Gustav Jung à propos de ces idées qui seront ensuite largement utilisées dans la psychanalyse.

### Ouvrages généraux
- (en) David Murray, A History of Western Psychology, Second Edition, Prentice-Hall, Englewood Cliffs, 1988.
- (en) Michael Wertheimer, A Brief History of Psychology, Third Edition, Harcourt Brace Jovanovich College Publishers, Fort Worth, 1987.

### Travaux sur Wertheimer
- Mitchell Ash, Gestalt Psychology In German Culture 1890 - 1967, Cambridge University Press, Cambridge, 1995. Le chapitre 7 « Max Wertheimer, Kurt Koffka, and Wolfgang Köhler » décrit en détail la biographie et les influences des trois fondateurs de la psychologie de la forme.
- David Murray, Gestalt Psychology and the Cognitive Revolution, Harvester-Wheatsheaf, Hemel-Hempstead, 1995. Le chapitre 2 « Gestalt Psychology as a General Approach to Psychology » traite du développement de la psychologie de la forme, les pages 26 à 33 sont particulièrement consacrées à Wertheimer.
- Michael Wertheimer, Max Wertheimer, Gestalt Prophet in Gestalt Psychology, 2, 1980.
- Michael Wertheimer, Max Wertheimer: Modern Cognitive Psychology and the Gestalt Problem inGregory Kimble, Michael Wertheimer et Charlotte White (dir.), Portraits of Pioneers in Psychology, Lawrence Erlbaum, Hillsdale, 1991.